# Henry John Klutho
Henry John Klutho (1873 – 1964) è stato un architetto statunitense noto per il suo ruolo cruciale nella ricostruzione di Jacksonville, Florida, dopo il grande incendio del 1901, e per l'introduzione dello stile architettonico Prairie School nella città. Klutho ha progettato numerosi edifici storici, tra cui grattacieli pionieristici e strutture pubbliche, che hanno contribuito a definire lo skyline di Jacksonville..

## Biografia
Nato nel 1873, Klutho intraprese la carriera di architetto dopo essere stato ispirato dalla maestosità delle strutture Beaux-Arts alla Fiera Mondiale di Chicago del 1893. Studiò presso la Schenk’s Drawing Academy di St. Louis e successivamente viaggiò in Europa per approfondire la sua conoscenza dell'architettura antica. Durante questo periodo, sviluppò una forte inclinazione verso lo stile classico, che influenzò i suoi primi progetti.
Nel 1901, dopo aver letto della devastante tragedia che colpì Jacksonville, dove il 4 maggio un incendio distrusse gran parte della città, Klutho decise di trasferirsi da New York a Jacksonville, intravedendo un’opportunità unica per contribuire alla ricostruzione della città. Il grande incendio aveva distrutto circa 130 isolati di case e edifici commerciali, creando una "lavagna pulita" su cui nuovi edifici potevano sorgere.

### Carriera a Jacksonville
Klutho si fece rapidamente un nome grazie al suo stile architettonico classico e alla sua abilità nel gestire progetti complessi. Tra i suoi primi successi a Jacksonville, si annoverano la progettazione dell'edificio Dyal-Upchurch, il primo grattacielo della città (1902), e il Municipio di Jacksonville, un imponente edificio con una cupola in bronzo che divenne un simbolo del rinascimento architettonico della città. Progettò anche la Biblioteca Pubblica di Jacksonville e la Villa di Thomas V. Porter.
Nel 1909, completò la progettazione del Bisbee Building, il primo grattacielo a struttura in cemento armato del sud degli Stati Uniti. Questo edificio di dieci piani segnò una pietra miliare nella storia dell’architettura di Jacksonville, rappresentando un audace esempio di innovazione strutturale in una città che si stava rapidamente modernizzando.

### Influenza dello stile Prairie School
Durante un viaggio a New York intorno al 1905, Klutho incontrò l'architetto Frank Lloyd Wright, il cui stile Prairie ebbe una grande influenza su di lui. Klutho abbracciò l'estetica di Wright, che rifiutava gli stili classici per abbracciare forme più orizzontali, materiali naturali e un forte legame tra l'edificio e l'ambiente circostante.
Nel periodo tra il 1907 e il 1913, Klutho progettò una serie di edifici che riflettevano questa nuova direzione stilistica, tra cui il YMCA Building (1907), il Seminole Hotel, e il Florida Life Building. Il suo stile Prairie divenne la cifra distintiva del suo lavoro, tanto che Jacksonville divenne la città con il maggior numero di edifici in stile Prairie al di fuori del Midwest.

### Il culmine della carriera
Uno dei punti più alti della sua carriera fu la progettazione del St. James Building nel 1921, un imponente edificio che divenne uno dei più grandi e importanti della città. Il St. James, con la sua ornamentazione in terracotta e il sontuoso interno, che includeva una cupola di vetro alta 23 metri, rappresentava l'apice dello stile Prairie a Jacksonville.

### Declino e riconoscimento postumo
Nonostante i suoi straordinari successi, Klutho non fu ampiamente riconosciuto durante la sua vita. Morì nel 1964, all’età di 91 anni, in condizioni di povertà, nonostante l'importanza dei suoi contributi all'architettura americana. Molti dei suoi edifici sono stati demoliti o alterati gravemente dopo la sua morte. Tuttavia, negli anni successivi, il suo lavoro ha guadagnato una crescente apprezzamento, e alcuni dei suoi edifici più importanti sono stati restaurati.
Klutho è ricordato come un visionario e un pionieristico architetto che, con la sua arte e innovazione, ha contribuito a definire la città di Jacksonville, lasciando un'impronta duratura nell'architettura statunitense.

## Opere
Segue una lista parziale degli edifici realizzati:
- Dyal-Upchurch Building – 1902
- City Hall di Jacksonville – 1902
- Jacksonville Public Library – 1905
- Bisbee Building – 1909
- Florida Life Building – 1922
- Marble Bank Building – 1920 circa
- YMCA Building – 1907
- Seminole Hotel – 1913
- Morocco Temple – 1914
- St. James Building – 1921
- Claude Nolan Cadillac Building – 1920 circa
- Florence Court Apartments – 1915 circa
- Klutho Apartments – 1915 circa
- Governor's Mansion in Tallahassee – 1902
- Stetson University Library – 1905